# Jyothi Yarraji
Jyothi Yarraji (Visakhapatnam, 28 agosto 1999) è un'ostacolista indiana detentrice del record nazionale dei 100 metri ostacoli.

## Biografia
Nel 2022 rappresenta per la prima volta l'India ai Giochi del Commonwealth di Birmingham, fermandosi alle batterie di qualificazione dei 100 metri ostacoli, ma classificandosi quarta nella staffetta 4×100 metri insieme a Dutee Chand, Hima Das e Srabani Nanda.
Il 2023 è per lei un anno ricco di impegni internazionali. Partecipa dapprima ai campionati asiatici indoor di Nur-Sultan, dove si classifica seconda nei 60 metri ostacoli; conquista poi la medaglia d'argento nei 200 metri piani e quella d'oro nei 100 metri ostacoli ai campionati asiatici all'aperto di Bangkok. Ai Giochi mondiali universitari di Chengdu è medaglia di bronzo nei 100 metri ostacoli, mentre ai campionati mondiali di Bdapest non riesce a qualificarsi alle semifinali nella medesima disciplina. Ai Giochi asiatici di Hangzhou è medaglia d'argento nei 100 metri ostacoli, ma si ferma alle batterie di qualificazione dei 200 metri piani.
Nel 2024, dopo aver conquistato la medaglia d'oro nei 100 metri ostacoli ai campionati asiatici indoor di Tehran, prende parte ai Giochi olimpici di Parigi: non riesce ad approdare alle semifinali dopo le batterie di qualificazione, ma partecipa alle batterie di ripescaggio, dove conclude la sua gara.
Ai campionati asiatici di Gumi 2025 si classifica quinta nei 200 metri piani e conquista la medaglia d'oro nei 100 metri ostacoli.

## Record nazionali
- 100 metri ostacoli:
  - 12"78 (vento: +1,0 m/s) ( Chengdu, 4 agosto 2023)
  - 12"78 (vento: +1,3 m/s) ( Jyväskylä, 22 maggio 2024)

## Progressione

### 100 metri piani
| Stagione | Tempo            | Luogo       | Data      | Rank. Mond. |
| -------- | ---------------- | ----------- | --------- | ----------- |
| 2024     | 11"79 (0,0 m/s)  | Vught       | 9-5-2024  |             |
| 2023     | 11"46 (0,0 m/s)  | Bhubaneswar | 16-6-2023 |             |
| 2022     | 11"45 (+0,9 m/s) | Gujarat     | 30-9-2022 |             |
| 2021     | 12"19 (0,0 m/s)  | Patiala     | 25-2-2021 |             |
| 2020     | 11"61 (+1,4 m/s) | Mudbidri    | 2-1-2020  |             |
| 2019     | 12"37 (-0,7 m/s) | Lucknow     | 29-8-2019 |             |

### 200 metri piani
| Stagione | Tempo            | Luogo       | Data      | Rank. Mond. |
| -------- | ---------------- | ----------- | --------- | ----------- |
| 2025     | 23"35 (+1,0 m/s) | Dehradun    | 11-2-2025 |             |
| 2024     | 23"53 (+0,5 m/s) | Varsavia    | 20-7-2024 |             |
| 2023     | 23"13 (+0,1 m/s) | Bangkok     | 16-7-2023 |             |
| 2022     | 24"35 (+0,7 m/s) | Thenhipalam | 6-4-2022  |             |

### 60 metri ostacoli
| Stagione | Tempo   | Luogo      | Data      | Rank. Mond. |
| -------- | ------- | ---------- | --------- | ----------- |
| 2025     | 8"04(i) | Nantes     | 25-1-2025 |             |
| 2024     | 8"12(i) | Tehran     | 17-2-2024 |             |
| 2023     | 8"13(i) | Nur-Sultan | 12-2-2023 |             |

### 100 metri ostacoli
| Stagione | Tempo            | Luogo      | Data       | Rank. Mond. |
| -------- | ---------------- | ---------- | ---------- | ----------- |
| 2025     | 12"96 (-0,1 m/s) | Gumi       | 29-5-2025  |             |
| 2024     | 12"78 (+1,3 m/s) | Jyväskylä  | 22-5-2024  |             |
| 2023     | 12"78 (+1,0 m/s) | Chengdu    | 4-8-2023   |             |
| 2022     | 12"82 (+0,9 m/s) | Bengaluru  | 17-10-2022 |             |
| 2020     | 13"03 (+1,9 m/s) | Mudbidri   | 5-1-2020   |             |
| 2019     | 13"91 (-0,1 m/s) | Lucknow    | 30-8-2019  |             |
| 2018     | 14"70 (0,0 m/s)  | Ranchi     | 3-11-2018  |             |
| 2017     | 15"62 (0,0 m/s)  | Vijayawada | 17-11-2017 |             |
| 2016     | 15"51 (0,0 m/s)  | Hyderabad  | 30-6-2016  |             |

## Palmarès
| Anno | Manifestazione               | Sede       | Evento            | Risultato               | Prestazione      | Note |
| ---- | ---------------------------- | ---------- | ----------------- | ----------------------- | ---------------- | ---- |
| 2022 | Giochi del Commonwealth      | Birmingham | 100 m ostacoli    | Batteria                | 13"18 (+0,2 m/s) |      |
| 2022 | Giochi del Commonwealth      | Birmingham | Staffetta 4×100 m | 4ª                      | 43"81            |      |
| 2023 | Campionati asiatici indoor   | Nur-Sultan | 60 m piani        | Batteria                | 7"47             |      |
| 2023 | Campionati asiatici indoor   | Nur-Sultan | 60 m ostacoli     | Argento                 | 8"13             |      |
| 2023 | Campionati asiatici          | Bangkok    | 200 m piani       | Argento                 | 23"13 (+0,1 m/s) |      |
| 2023 | Campionati asiatici          | Bangkok    | 100 m ostacoli    | Oro                     | 13"09 (-0,1 m/s) |      |
| 2023 | Giochi mondiali universitari | Chengdu    | 100 m ostacoli    | Bronzo                  | 12"71 (+1,0 m/s) |      |
| 2023 | Campionati mondiali          | Budapest   | 100 m ostacoli    | Batteria                | 13"05 (0,0 m/s)  |      |
| 2023 | Giochi asiatici              | Hangzhou   | 200 m piani       | Batteria                | 23"78 (-1,0 m/s) |      |
| 2023 | Giochi asiatici              | Hangzhou   | 100 m ostacoli    | Argento                 | 12"91 (0,0 m/s)  |      |
| 2024 | Campionati asiatici indoor   | Tehran     | 60 m ostacoli     | Oro                     | 8"12             |      |
| 2024 | Giochi olimpici              | Parigi     | 100 m ostacoli    | Batteria di ripescaggio | 13"17 (+0,1 m/s) |      |
| 2025 | Campionati asiatici          | Gumi       | 200 m piani       | 5ª                      | 23"47 (+0,3 m/s) |      |
| 2025 | Campionati asiatici          | Gumi       | 100 m ostacoli    | Oro                     | 12"96 (-0,1 m/s) |      |

## Campionati nazionali
- 1 volta campionessa indiana assoluta dei 100 metri piani (2023)
- 2 volte campionessa indiana assoluta dei 100 metri ostacoli (2023, 2024)

2023
- Oro ai campionati indiani assoluti, 100 m piani - 11"46 (vento: 0,0 m/s)
- Oro ai campionati indiani assoluti, 100 m ostacoli - 12"92 (vento: +0,3 m/s)
- Argento ai campionati indiani assoluti, staffetta 4×100 m - 46"61

2024
- Oro ai campionati indiani assoluti, 100 m ostacoli - 13"06 (vento: +0,1 m/s)